# Jan Becher – Karlovarská Becherovka

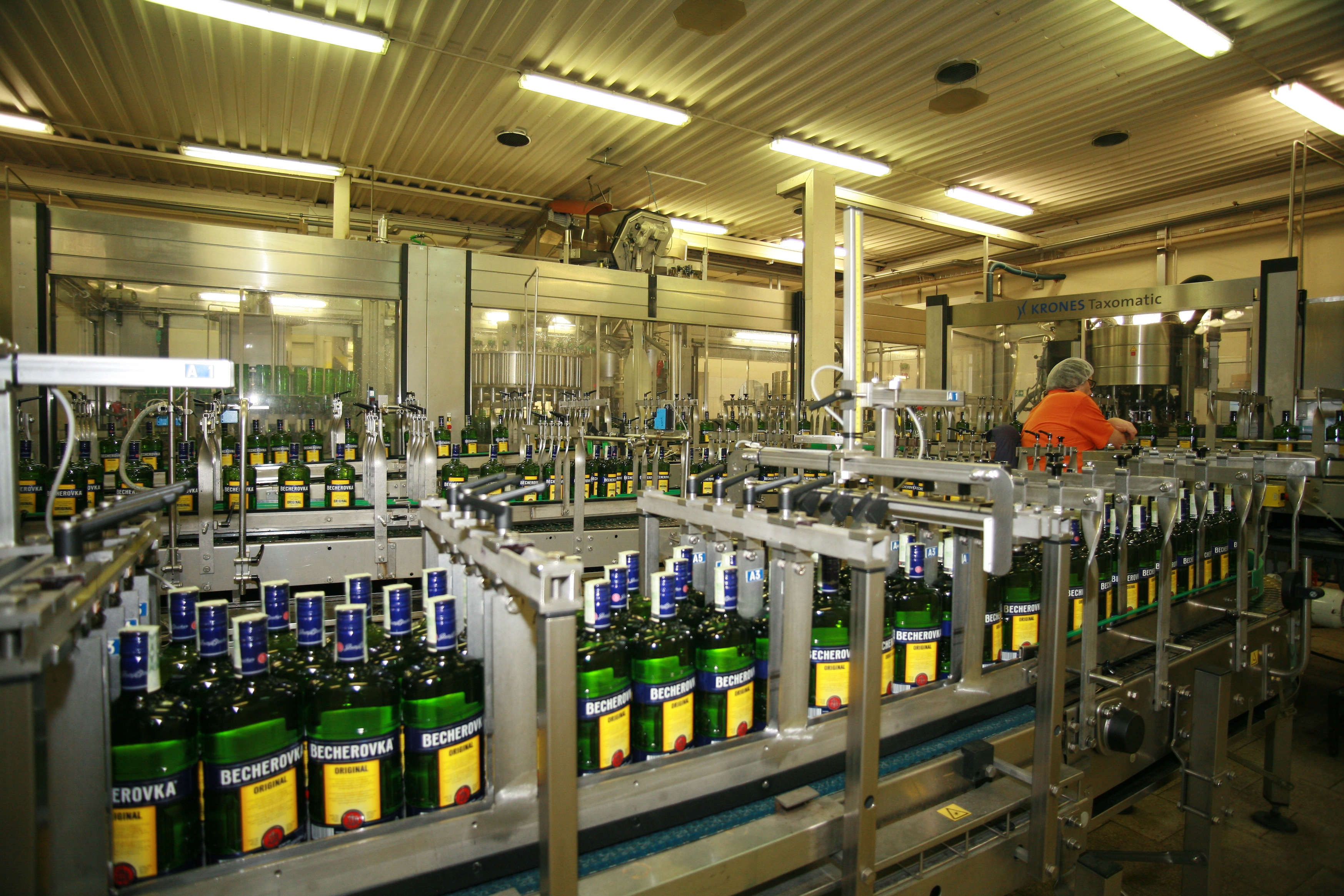
Stáčecí linka v továrně Jan Becher - Karlovarská Becherovka

Jan Becher – Karlovarská Becherovka, a.s. je český výrobce a distributor likérů se sídlem v Karlových Varech.

## Dějiny

### Do roku 1918
Mezi nejvýznamnější členy rodiny, jejímž předkem byl Georg Becher z Jindřichovic, kteří formovali Becherovku jako značku a firmu, patřili Josef Vitus Becher, Johann (česky Jan) Becher a Gustav Becher.
Josef Vitus Becher (14.9.1769 – 1840) vedl obchod a zajímal se také o míchání likérů. Osudovým se mu stalo setkání s doktorem Frobrigem, se kterým se usilovně snažil najít recept na nový likér. Přestože jejich společné bádání nemělo konkrétního výsledku, když doktor Frobrig odjížděl, zanechal svému příteli recept s poznámkou „s tímto jsem byl docela spokojen“.
Josef Vitus Becher pak strávil další dva roky zdokonalováním receptury, z níž se v roce 1807 zrodil likér Carlsbader English Bitter, který byl později přejmenován na Becherovku Original.
Johann Becher (5.4.1813  – 1.4.1895), syn Josefa Bechera se projevil jako velmi zdatný obchodník. Vybudoval novou likérku na Steinberkách (dnes Jan Becher Muzeum), modernizoval výrobu a začal likér prodávat v dnes již typických zploštělých lahvích ze zeleného skla. O jeho velkém významu pro Becherovku svědčí také fakt, že etiketu každé lahve, která opustí karlovarskou továrnu, zdobí jeho podpis.
Gustav Becher (30.12.1840 – 19.2.1921), nejstarší syn Johanna Bechera, vedl likérku po svém otci od roku 1871. Nechal zaregistrovat obchodní název Becherovka, zaměřil se zejména na získávání malých odběratelů, kterým však dodával měsíčně maximálně 5 litrů Becherovky, přestože poptávka z jejich strany byla mnohonásobně vyšší. Mimo jiné inicioval výrobu charakteristických porcelánových pohárků s objemem 2 cl.

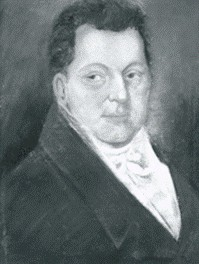
Josef Vitus Becher
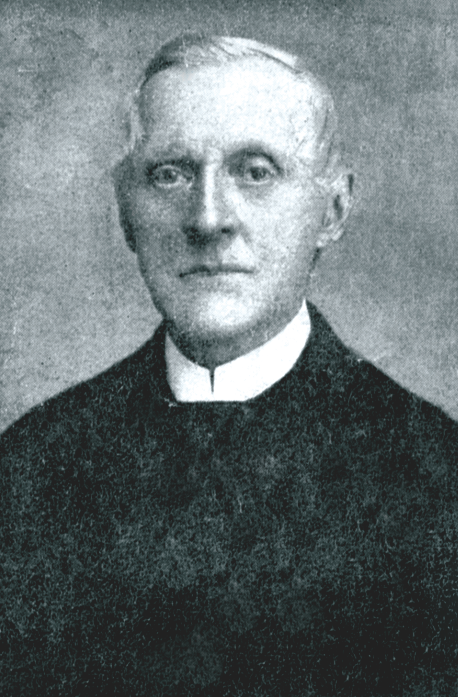
Johann Becher
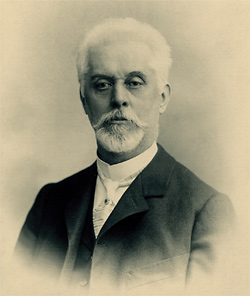
Gustav Becher

Gustav Becher žádné potomky neměl, firmu proto začátkem 20. století prodal svým polorodým bratrům Rudolfovi (*1859) a Michaelovi (1853 – 1917). Ti u likér začali od roku 1907 prodávat pod názvem Becherbitter a začali bojovat s padělky likéru. V roce 1910 Rudolf prodal svůj podíl Michaelovi a odstoupil z vedení firmy. Michal místo něj do vedení jmenoval svého syna Alfreda (1883 – 1940). Firma pod jejich vedením expandovala na zahraniční trhy, v roce 1911 založila pobočku v Drážďanech, kterou vedl Rudolf.
Během první světové války poptávka po likéru výrazně klesla, mobilizován byl také Alfred Becher. Firmu tak vedl sám Michael, jeho zdraví se postupně zhoršovalo. V roce 1916 byl Alfred ve válce zraněn a vrátil se do Karlových Varů. Před svou smrtí v roce 1917 Rudolf firmu přepsal na syna Alfreda a svého zetě Johanna Klapku, manžela jeho jediné dcery Heleny. Johann však do vedení firmy příliš nezasahoval.

### 1918 až 1945
Rozpad Rakousko-Uherska v roce 1918 firmě zkomplikoval vývoz do bývalých státu monarchie, který byl zatížen cly a daněmi. Prohibice v USA od roku 1920 pak znemožnila export do USA. Od roku 1922 se likér v českém prostřední prodával pod názvem Becherovka. Firma také začala vyrábět jiné alkoholické a nealkoholické nápoje, např. likéry Cordial, Chartreuse liqueur nebo Jobeka. Velká hospodářská krize firmu příliš nezasáhla, v roce 1933 mohla po konci prohibice obnovit export do USA, v roce 1938 začala exportovat také do Spojeného království.
Po Mnichovské dohodě se Karlovy Vary staly součástí Německa. Alfredův jediný syn Hansfred (*1919), který měl vedení firmy převzít, byl po začátku druhé světové války povolán do Wehrmachtu a již v říjnu 1939 zemřel v Polsku na válečná zranění. Alfred zemřel v březnu 1940 krátce po svém synovi. Alfredův podíl zdědila jeho dcera Hedda (1914 – 2007), která firmu začala také vést. Neměla však dostatek zkušeností, když Alfred svou dceru do vedení firmy příliš nezasvěcoval. Druhá světová válka znamenala pokles poptávky, firma také měla potíže se získáváním některých ingrediencí likéru.
Po skončení války bylo Heddě znemožněno pokračovat ve vedení firmy, ta se dostala do správy osvobozeneckých mocností a do národní správy. Hedda a její rodina nebyli bezprostředně vysídlení do Německa, když Hedda jako jediná znala úplný recept na výrobu Becherovky a ona ani její firma přímo a prokazatelně nespolupracovali s nacistickým režimem. Hedda byla následně vyslýchána, aby recept prozradila. Po několika měsících recept vydala za možnost odvést si při vysídlení větší množství osobního majetku. Podle Heddy byl recept ukryt v krabičce se šperky, kterou v obavách před postupem Rudé armády zakopala v lese. Rodina byla vysídlena v září 1946.

### Po roce 1945
Heddy Becherová v roce 1971 v Německu prodala práva na výrobu společnosti Underberg, která ho však dlouhá léta nevyráběla. S produkcí začala až v roce 1994 poté, co s ní Koospol, zastupující znárodněnou firmu, vypověděl spolupráci na distribuci, kterou do té doby v Německu prováděl. Společnost následně vedla v mnoha zemích spory o ochrannou známku Becherovky v několika desítkách států, která většinou vyhrála.
V roce 1994 vznikla společnost Jan Becher - Karlovarská becherovka, a.s., do které byl vložen majetek státního podniku Jan Becher, výroba lihovin Karlovy Vary. K 31.12.1996 vlastnil Fond národního majetku 94% podíl ve společnosti, 3 % vlastnily Karlovy Vary a zbylá 3 % Restitutční investiční fond. V září 1997 rozhodla menšinová vláda Václava Klause o privatizaci společnosti do rukou SALB, s.r.o., kterou tehdy vlastnila s 40% podílem česká Patria Finance, tehdy ovládaná Zdeňkem Bakalou, s 40 % francouzská nápojářská společnost Pernod Ricard a s 20 % Karel Schwarzenberg. Rozhodnutí bylo vnímáno jako kontroverzní, když SALB předložil nejslabší podnikatelský záměr a nenabídl nejvyšší cenu. V roce 1998 získal SALB 30 % akcií Becherovky za 700 mil. Kč, dalších 59 % měl získat za 1,3 mld. Kč v roce 2001.
V roce 1999 Becherovka za 678 mil. Kč od Pernord Ricardu koupila německou společnost Johann Becher OHG, která likér vyráběla v Německou a kterou Pernord Ricard získal od Underbergu. Pernod Ricard také postupně získal všechny akcie SALB. V roce 2001 vláda vyzvala SALB k nákupu 59% podílu, ten však s transakcí váhal kvůli trvajícímu sporu o ochrannou známku na Slovensku. Nakonec však transakce byla uzavřena.
Francouzský koncern v roce 2024 Becherovku prodal polské společnosti Maspex, která je od 1. května 2024 jejím vlastníkem.

## Muzeum

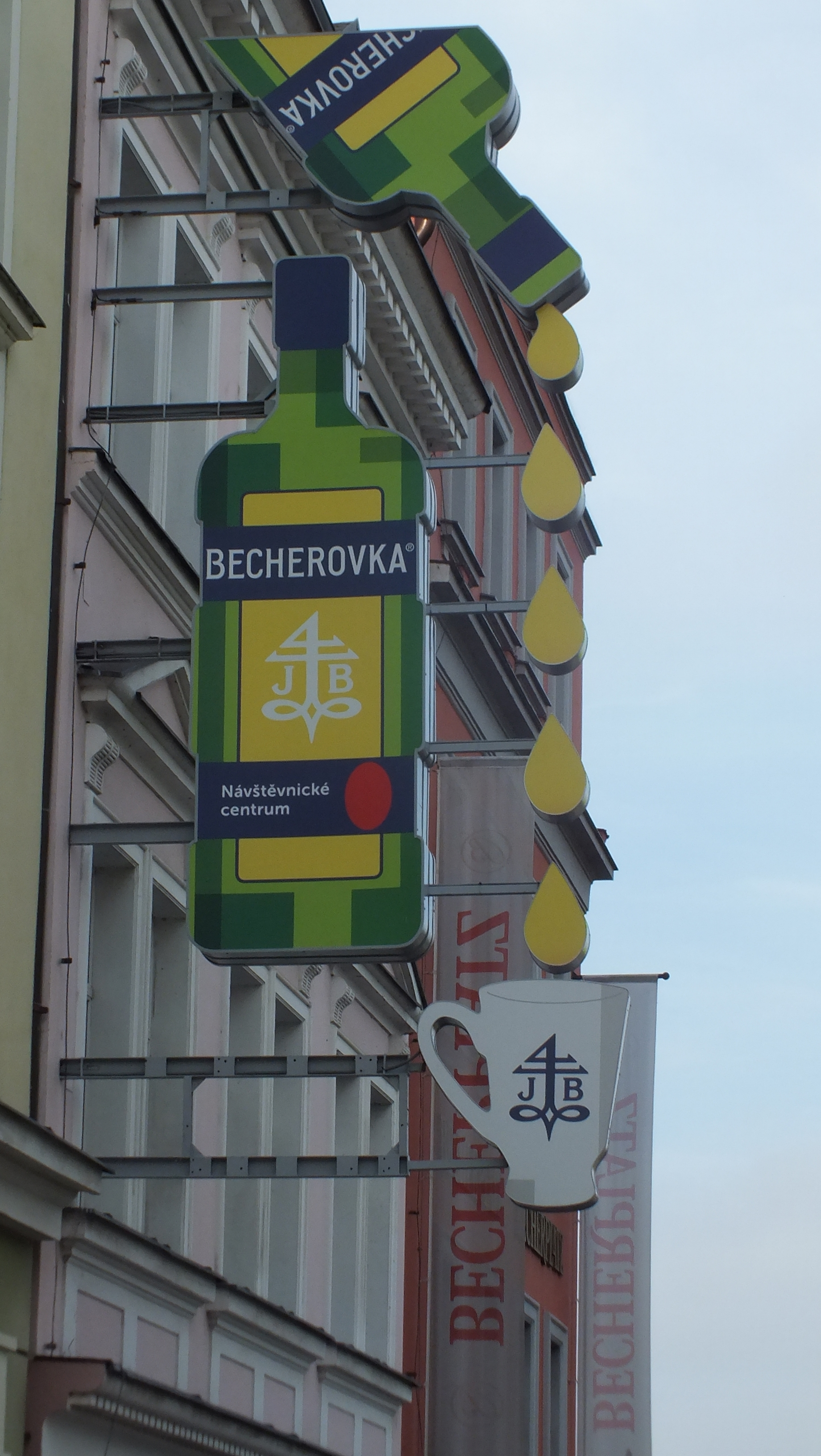
Jan Becher Muzeum

V sídle bývalé továrny Becherovky v Karlových Varech se momentálně nachází Jan Becher Muzeum, součást kulturního komplexu Becherplatz. Ročně jej navštíví přes 60 000 turistů. Během interaktivní prohlídky je k vidění originální Becherovod, staré lahve, etikety a také sudy, ve kterých dříve zrála Becherovka.

## Sortiment
- Becherovka
- Cordial – od 1910 (původní název Cordial Medoc)
- Aperitiv KV 14 – od 1966
- Lemond – od 2008
- Orange & Ginger
- Grapefruit & Hops

### Již nevyráběné
- Rapid Bitter[20]
- Limet[20]
- Aperitiv KV 15 – o něco sladší (5 % cukru) než hořký KV 14
- Ice&Fire – od 2014, ukončení výroby asi 2020